# 土方豊高
土方 豊高 （ひじかた とよたか）は、江戸時代前期の伊勢国菰野藩の世嗣。通称は彦丸、杢助。官位はなし。

## 略歴
菰野藩3代藩主・土方雄豊の長男として誕生。母は2代藩主・土方雄高の娘。

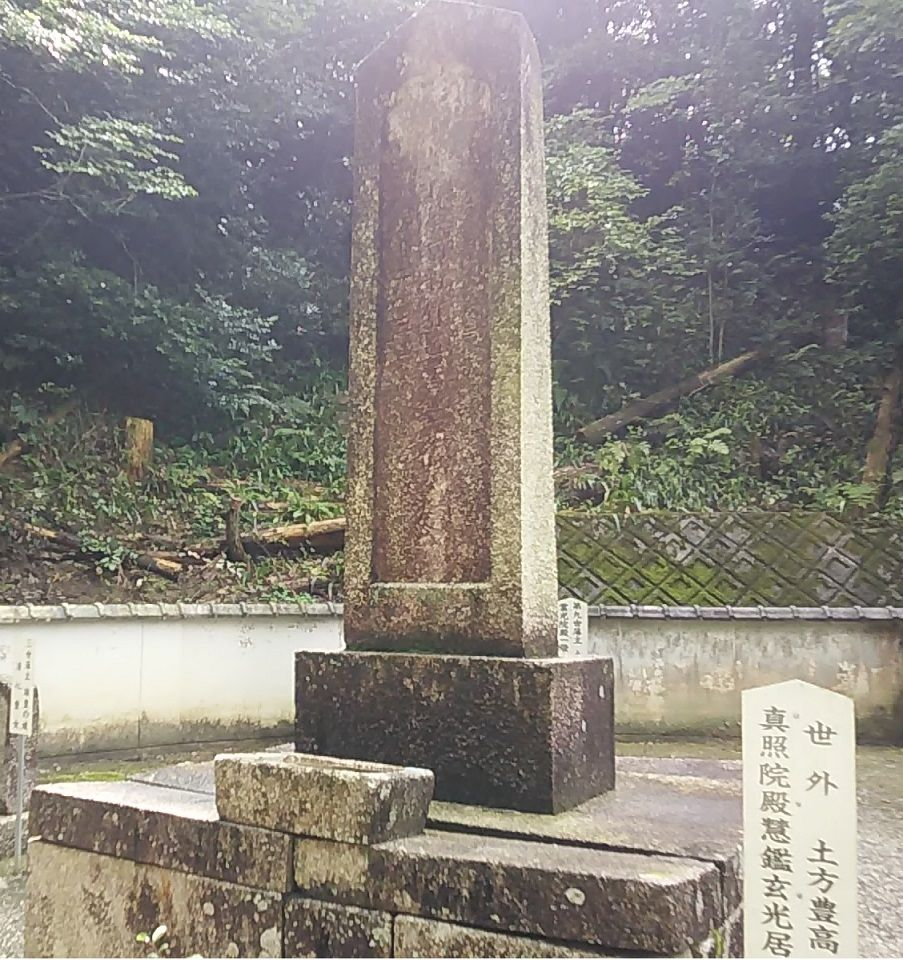
土方豊高の墓(菰野町見性寺)

寛文12年（1672年）5月18日、始めて4代将軍・徳川家綱に謁見したが、元禄11年（1698年）5月23日に父に先立って死去した。享年37。菰野の見性寺に葬られた。法名は彗鑑院殿玄光真照大居士。

## 系譜
子は全て正室との間に生まれ、父・雄豊の養子・養女となる。長男・豊義は4代藩主となった。次女が嫁いだ浅野長広は、『忠臣蔵』で有名な浅野長矩の弟である。
- 父：土方雄豊（1638-1705）
- 母：土方雄高娘
- 正室：織田長頼娘
  - 長男：土方豊義（1689-1719）
  - 女子：慈福院 - 織田成純正室
  - 次女：土方雄豊養女 - 浅野長広正室
  - 女子：酒井忠佳正室